# Óis do Bairro
Óis do Bairro is een plaats (freguesia) in de Portugese gemeente Anadia en telt 517 inwoners (2001).